# Alfred Bester
Pour les articles homonymes, voir Bester.
Œuvres principales
- L'Homme démoli
- Terminus, les étoiles
- Solomon Grundy
- Vandal Savage

Alfred Bester, né le 18 décembre 1913 à New York et mort le 30 septembre 1987 à Doylestown, en Pennsylvanie, est un auteur américain de science-fiction. Il a gagné le premier prix Hugo du meilleur roman en 1953 pour son roman sur la télépathie : L'Homme démoli (The Demolished Man).

## Biographie

### Premières œuvres
Bester publie sa première nouvelle The Broken Axiom dans le magazine Thrilling Wonder Stories en avril 1939 grâce à un concours d'écriture amateur. Le concours avait été organisé afin de le faire connaître, plusieurs personnes du magazine ayant déjà lu ses textes auparavant. Plusieurs nouvelles furent ainsi publiées.
En 1942, il travaille chez DC Comics comme scénariste pour plusieurs titres dont Superman, Green Lantern & All-American Comics. Pour cette dernière, il est l'auteur du Serment de la lanterne (Green Lantern Oath). Il délaisse les comics en 1946 pour les histoires radiophoniques : il écrit pour les séries The Shadow et Charlie Chan.
Ses nouvelles sont publiées dans Starbust (1958) et The Dark Side of Earth (1964).

### La célébrité
Outre les nouvelles et les comics, plusieurs textes asseyent sa réputation :
- la nouvelle L'Homme qui tua Mahomet sur une tentative de changer le cours de l'histoire grâce au voyage dans le temps ;
- le roman L'Homme démoli sur l'adaptation de l'humanité à la télépathie ;
- le roman Terminus, les étoiles (d'abord paru en Angleterre sous le titre Tiger! Tiger!, 1955, puis aux États-Unis sous le titre The Stars, My Destination) est souvent considérée comme une adaptation du Comte de Monte-Cristo d'Alexandre Dumas dans un contexte de science-fiction.

Ces deux romans marquent tant le public que la critique par la façon dont ils intègrent des éléments issus de la science-fiction (télépathie, téléportation…) dans des contextes ordinaires de la vie quotidienne de ses contemporains.
Le succès est durable : la BBC Radio 4 rediffuse la version radiophonique de Tiger! Tiger! en 1991.
Pendant cette période, Bester travaille avec l'éditeur Campbell jusqu'à ce que celui-ci devienne obsédé par L. Ron. Hubbard et la scientologie. Il se tourne alors vers Horace Gold (en).

### Le reste de sa carrière
Éditeur en chef du magazine Holiday des années 1950 aux années 1970 jusqu'à la disparition du titre, il revient alors aux nouvelles et romans de science-fiction, sans renouer cependant avec ses succès d'antan.
Les producteurs du premier film Superman l'ont approché. Bester propose de centrer l'intrigue sur Clark Kent. Les producteurs refusent, car Bester n'est pas assez connu et ils embauchent Mario Puzo, l'auteur du succès littéraire Le Parrain. Bester est anéanti. Il meurt seul, laissant tous ses biens à son barman favori.

## Œuvre

### Romans
- (en) Rat Race, 1950
- L'Homme démoli ((en) The Demolished Man, 1953)
- Terminus, les étoiles ((en) The Stars, My Destination, 1957)D'abord paru en Angleterre (1956) sous le titre : Tiger! Tiger!
- Les Clowns de l'Éden ((en) The Computer Connection, 1974)
- (en) Golem100, 1980

### Nouvelles
- Treachery on Camoia (1940)
- Slaves of the Life Ray (1941)
- The Probable Man (1941)
- Adam sans Ève, 1969 ((en) Adam and no Eve, 1941)
- The McGrabb Bag (1941)
- The Biped, Reegean (1941)
- The Push of a Finger (1942)
- The Unseen Blushers (1942)
- Hell Is Forever (1942)
- The House That Gault Built (1944)
- Le Temps et la 3e Avenue, 1975 ((en) Of Time and Third Avenue, 1951)
- L'Homme que Vénus va condamner, 1954 ((en) Star Light, Star Bright, 1953)Publiée pour la première fois en France dans la revue Fiction, reprise dans l'anthologie d'Hubert Juin, Univers de la science-fiction (1957), devenue Les Vingt Meilleurs Récits de science-fiction (1964) puis renommée Étoile du soir, étoile d’espoir… dans l'anthologie Histoires de pouvoirs. Dans ce récit, des hommes d'affaires véreux veulent exploiter les talents d'enfants mutants, mais c'est un jeu dangereux. On peut estimer que ce thème se retrouve dans le roman Furie (en) de John Farris adapté au cinéma par Brian De Palma (Furie, 1978).
- On demande poète…, 1961 ((en) Disappearing Act, 1953)Publiée pour la première fois en France dans la revue Fiction (1961), puis renommée Un Numéro d’escamotage dans l'anthologie Histoires de pouvoirs.
- (en) 5,271,009, 1954Un personnage est placé dans des univers science-fictionnels et découvre le défaut de chacun d'eux (être le dernier homme, pas de dentiste, etc.)
- L'Androïde assassin, 1955 ((en) Fondly Fahrenheit, 1954)
- L'Homme qui tua Mahomet, 1959 ((en) The Men Who Murdered Mohammed, 1954)
- The Pi Man (1959)
- Death of a Bandit (1962)
- Ces derniers temps, 1964 ((en) They Don’t Make Life Like They Used To, 1964)Également titrée La vie n’est plus ce qu’elle était dans l'anthologie Histoires de fins du monde
- The Julias (1968)
- Here Come the Clones (1976)

## Anthologie
- Le Livre d'or de la science-fiction : Alfred Bester, Presses Pocket, collection Le Livre d'or de la science-fiction no 5234, 1986  (ISBN 2-266-01736-5), préface de Jacques Chambon et couverture de Marcel Laverdet[1]

## Scénario et création de comics
- John Jones (cocréateur Stan Kaye)
- Solomon Grundy (comics) (cocréateur Paul Reinman)
- Vandal Savage (cocréateur Martin Nodell)

## Filmographie

### Scénarios originaux
- 1954 : This Man Is Death, saison 1, épisode 2 de la série télévisée britannique Top Secret (en) réalisé par Paul Stewart, avec Charles Cooper et Gena Rowlands
- 1959-1960 : Sunday Showcase (en), deux épisodes de cette série télévisée américaine : Murder and the Android, saison 1, épisode 5 ; Turn the Key Deftly, saison 1, épisode 25
- Out of the Unknown, série télévisée britannique
- 1962 : Mr. Lucifer, saison 2, épisode 5 de la série télévisée américaine Alcoa Premiere (en) réalisé par Alan Crosland Jr., avec Fred Astaire, Elizabeth Montgomery et Joyce Bulifant (en)
- 2004 : Gankutsuou, série télévisée d'animation japonaise de Mahiro Maeda

### Adaptations
- 1957 : Man From 1997, saison 1, épisode 6 de la série télévisée américaine Conflict (en) réalisé par Roy Del Ruth, avec Jacques Sernas, Charles Ruggles et James Garner
- 1959 : The Scorpion Sting, saison 1, épisode 36 de la série télévisée américaine Naked City réalisé par John Brahm, avec James Franciscus, Harry Bellaver et Nehemiah Persoff

## Hommage: Alfred Bester, personnage de fiction
En hommage à l'écrivain, Joe Michael Straczynski a donné son nom à un personnage télépathe dans sa série télévisée Babylon 5 : voir Alfred Bester (Babylon 5).